# Miasto z morza (serial telewizyjny)
Miasto z morza – czteroodcinkowy serial historyczny produkcji polskiej z 2009 roku. Opowiada o Gdyni od momentu, gdy ta nie ma jeszcze praw miejskich (1923) do momentu, gdy takowe już dostaje (1926). Scenariusz napisał i wyreżyserował go Andrzej Kotkowski.

## Opis fabuły
Główny bohater, Krzysztof Grabień, przyjeżdża do Gdyni razem ze swoim przyjacielem Wołodią Jazowieckim, by wziąć udział w budowie portu. Tam poznaje Kaszubkę Łuckę. Zakochuje się w niej z wzajemnością.
Serial jest oparty na motywach pierwszej części powieści „Tak trzymać”, napisanego przez Stanisławę Fleszarową-Muskat. Premiera serialu miała miejsce w 2012 roku.

## Obsada
- Jakub Strzelecki − Krzysztof Grabień
- Julia Pietrucha − Łucka Konka
- Małgorzata Foremniak − pani Helena
- Olgierd Łukaszewicz − Tadeusz Wenda
- Paweł Domagała − Wołodia Jazowiecki
- Piotr Polk − Lebrack
- Zdzisław Wardejn − Jazowiecki
- Marian Dziędziel − Augustyn Konka
- Zbigniew Jankowski − Bernard Konka, stryj Łucki
- Andrzej Grąziewicz − Jan Radtke, wójt Gdyni
- Mateusz Banasiuk − Niemiec
- Barbara Baryżewska − Frischke, ciotka Łucki
- Krzysztof Bień − inżynier
- Anna Brulińska − dziewczyna wydająca budowniczym śniadanie
- Ryszard Chlebuś − pasażer pociągu
- Rafał Dajbor − pasażer pociągu
- Hanna Dunowska − letniczka zainteresowana parcelą Konki
- Maria Gładkowska − Olga Wieniatycka
- Bartosz Głogowski − Gerard Schultz
- Magdalena Gnatowska − córka jubilera w Gdańsku
- Katarzyna Gniewkowska − żona Wendy
- Halina Golanko − kapitanowa Maryla Kupielska
- Krzysztof Gordon − ksiądz major
- Sławomir Holland − majster Kulesza
- Krzysztof Janczar − inspektor Sikora
- Violetta Seremak-Jankowska − żona Augusta
- Artur Janusiak − konduktor w pociągu
- Krzysztof Kalczyński − urzędnik na naradzie u ministra
- Katarzyna Kaźmierczak − kelnerka Zonia
- Tomira Kowalik − pasażerka pociągu
- Michał Kowalski − nurek Smela
- Zbigniew Kozłowski − inżynier
- Leon Krzycki − letnik zainteresowany parcelą Konki
- Mikołaj Lizut − dziennikarz rozmawiający z córką Łucki i Krzysztofa
- Nicola Luboz − inżynier Nicolas
- Jerzy Łapiński − jubiler w Gdańsku
- Piotr Łukawski − ksiądz Jesionowski
- Igor Michalski − Grinsmann, redaktor "Gazety Gdańskiej"
- Piotr Michalski − policjant
- Stanisław Michalski − dyrektor Gimnazjum Polskiego w Gdańsku
- Józef Mika − dyrektor kasyna
- Grzegorz Gerszt-Mostowicz − mężczyzna w kasynie
- Bartłomiej Nowosielski − Niemiec
- Andrzej Oksza-Łapicki − urzędnik na naradzie u ministra
- Małgorzata Pritulak − Konkowa, żona Bernarda
- Michał Rolnicki − Niemiec
- Ryszard Ronczewski − pasażer pociągu
- Dariusz Siastacz − mężczyzna szukający pracy
- Mariusz Słupiński − Seweryn
- Bogdan Smagacki − urzędnik pocztowy
- Teresa Szmigielówna − Julia, córka Łucki i Krzysztofa w teraźniejszości
- Dariusz Toczek − Leon Majka
- Krystian Wieczorek − oficer grający w pokera
- Mariusz Żarnecki − Eugeniusz Kwiatkowski
- Grzegorz Duda, Krzysztof Kluzik, Maciej Konopiński, Piotr Mazurkiewicz, Wojciech Namiotko, Andrzej Richter, Jan Stryjniak, Roman Strumiński, Małgorzata Talarczyk, Marcin Tomczak, Marcin Zarzeczny